# Iván Gubkin
Iván Mijaílovich Gubkin (en ruso: Ива́н Миха́йлович Гу́бкин; Pozdniakovo, Imperio ruso, 21 de septiembre de 1871-Moscú, Unión Soviética, 21 de abril de 1939) fue un geólogo soviético y ruso y presidente del Congreso Geológico Internacional de 1937 en Moscú. Además fue miembro de la Academia de Ciencias de la URSS (1929), presidente de la rama de Azerbaiyán de la Academia de Ciencias de la URSS (1936-1939) y diputado de la I Convocatoria del Sóviet Supremo de la Unión Soviética (1937).

## Biografía
Iván Gubkin nació en 1871 en el seno de una familia muy pobre de campesinos rusos, en la pequeña localidad rural de Pozdniakovo en la gobernación de Vladímir (actualmente situado en el raión de Múrom del óblast de Vladímir en el centro de la Rusia europea).  En 1890 se graduó en el seminario de maestros de Kirzhach y trabajó durante algún tiempo como maestro rural en el raión de Múrom. En 1895, a la edad de 24 años, se mudó a San Petersburgo, pero, por falta de dinero, sólo pudo matricularse en un instituto de profesores, donde estudió hasta 1898 y luego trabajó como profesor en una escuela de la ciudad de San Petersburgo.
En 1903 ingresó en el Instituto de Minería de San Petersburgo, posteriormente, en 1910, trabajó como investigador en el Comité Geológico de Rusia. Durante sus estudios, y después de graduarse, trabajó en los campos petrolíferos de Maikop, Kubán, Tamán y en los campos de petróleo de Absheron (situados a unos 100 kilómetros al sureste de Bakú).
En 1917, al iniciarse la Revolución rusa, Gubkin se encontraba en los Estados Unidos donde había ido para estudiar los campos petrolíferos. A su regreso, en 1918, participó activamente en la organización del servicio geológico y minero de la Rusia soviética. En 1918 ingresó, gracias al apoyo del propio Lenin, en la comisión del Comité Principal del Petróleo. Hasta el final de su vida ocupó altos cargos en las instituciones centrales a cargo de la industria petrolera y el servicio geológico de la URSS.
En 1920 fue designado para dirigir una comisión gubernamental encargada de estudiar el origen de la anomalía magnética de Kursk (KMA). La comisión probó la relación entre la anomalía y los depósitos de mineral de hierro cercanos. En 1921 se unió al Partido Comunista —en esa época conocido como Partido Obrero Socialdemócrata de Rusia (bolchevique)—. En 1929 fue elegido miembro de la Academia de Ciencias de la Unión Soviética y se desempeñó como vicepresidente de está institución de 1936 a 1939.

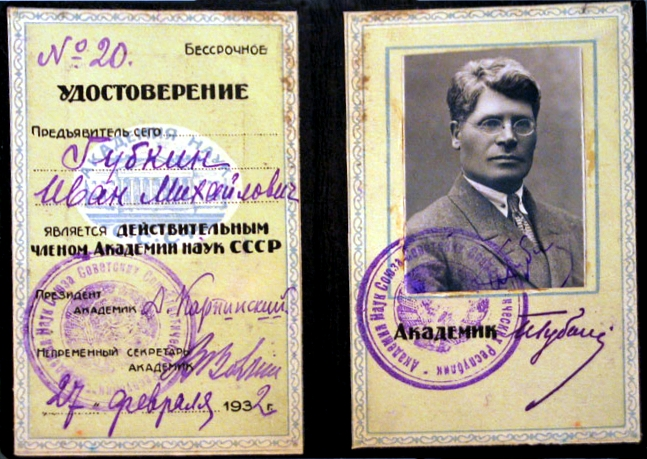
Certificado de miembro de la Academia de Ciencias de la URSS (1932).

En su libro titulado, «La enseñanza del petróleo» de 1932, resume su investigación en el campo del origen del petróleo y las condiciones para la formación de yacimientos petrolíferos. En este trabajo, que sentó las bases de la moderna geología del petróleo, desarrolló los temas de la primacía y la naturaleza secundaria de los depósitos de petróleo, la migración de petróleo y gas y la clasificación de los depósitos de petróleo.
Como jefe del servicio geológico de la Unión Soviética, dirigió el trabajo de varias comisiones gubernamentales sobre una amplia variedad de temas relacionados con el estudio y la explotación de los recursos naturales de la URSS. Dirigió los estudios de la anomalía magnética de Kursk desde 1920 hasta 1925, lo que finalmente condujo al descubrimiento de enormes depósitos de hierro.
Durante muchos años fue el editor de la revista «Problemas de la geología soviética». Durante el primer y segundo Planes Quinquenales, fue presidente del «Comité de Producción» de la Academia de Ciencias (1930-1936). Como presidente de la comisión para el estudio del período Cuaternario, organizó y dirigió el trabajo sobre el estudio de  este tema, fue uno de los organizadores de la Asociación Internacional para el Estudio de los Depósitos Cuaternarios de Europa y el organizador de la convocatoria de su segunda conferencia en 1932 en Leningrado. También fue presidente de esta conferencia y presidente de la sección soviética de la asociación.
5 de diciembre de 1934 en Moscú organizó una conferencia de geólogos de Siberia Occidental. Donde pudieron confirmar científicamente la presencia de petróleo a lo largo de los ríos Bolshói Yugán y Beláya en Siberia. Posteriormente, en el invierno de 1935, la Academia de Ciencias envió una expedición geológica a Siberia que, en Surgut, en ese momento en un pequeño pueblo a orillas del río Ob, descubrió evidencias firmes de la presencia de petróleo en la zona. En 1939, Gubkin falleció, pero en 1940 las autoridades soviéticas comenzaron a organizar una expedición geofísica a gran escala, cuyo objetivo principal era la preparación de puntos para perforaciones rotativas profundas. Sin embargo, el viaje se debió posponer por la invasión alemana de la Unión Soviética.
Gubkin era bien conocido por los geólogos estadounidenses como Goubkin. Asistió al viaje de campo anual de la Asociación Estadounidense de Geólogos Estatales en 1917 y fue el único miembro de la Asociación Estadounidense de Geólogos del Petróleo, de la Unión Soviética.
Iván Gubkin murió en Moscú el 21 de abril de 1939 y está enterrado en el cementerio Novodévichi.

## Condecoraciones y honores

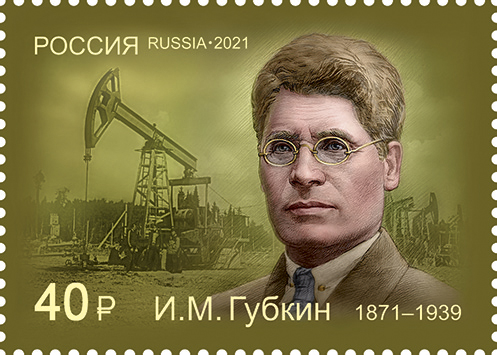
Sello de correos de Rusia de 2021 en honor al 150.º aniversario de su nacimiento

- Premio Lenin - por trabajos científicos sobre la geología del petróleo (1931).
- Trabajador de Honor de la Ciencia y la Tecnología de la RSFS de Rusia (1937).
- Orden de Lenin - «por el trabajo en el campo de la industria petrolera en relación con la implementación del primer plan quinquenal» (1937).
- Orden de la Bandera Roja del Trabajo - «por su actitud atenta y solidaria con la formación del personal» (1939).

Aparte de las condecoraciones que recibió, numerosas instituciones educativas, calles, premios e incluso ciudades fueron nombrados en su recuerdo y honor, como:
- Los Premios Académicos Gubkin por Logros en la Ciencia e Ingeniería del Petróleo (1949–presente).[1]
- La Universidad Estatal Rusa de Petróleo y Gás Gubkin (RGUNIG).[7]
- Gubkin, una ciudad en el óblast de Bélgorod en Rusia.[1]
- Gubkin, una ciudad en el Distrito autónomo de Yamalia-Nenetsia también en Rusia.[1]
- El buque ruso de investigación y exploración geofísica Iván Gubkin.[8]
- Numerosas calles en ciudades rusas como: Bélgorod, Grozni, Kazán, Krasnodar, Moscú, Múrom, Novocherkask, Novi Urengói, Omsk, Volgogrado, Ekaterimburgo, entre otras.[1]